# Aladino Bibolotti
Aladino Bibolotti (Massa, 22 febbraio 1891 – Roma, 24 febbraio 1951) è stato un sindacalista, politico e antifascista italiano.

## Biografia
Durante la prima guerra mondiale era stato internato perché, giovane socialista, aveva svolto propaganda antimilitarista. Tra i fondatori del PCdI, fu il primo segretario della Federazione comunista di Massa. Per sottrarsi alle aggressioni degli squadristi, che gli avevano devastato anche la casa, si trasferì a Torino, dove collaborò a L'Ordine Nuovo. Amministrò poi Il Lavoratore a Trieste e l'Unità a Milano.
Nel 1926 fu arrestato a Milano insieme ai compagni Umberto Terracini, Lorenzo Vierina e Rosolino Ferragni. Due anni più tardi fu sentenziato al "processone" nel quale fu imputato anche Antonio Gramsci. Bibolotti fu condannato dal Tribunale Speciale a 18 anni e 6 mesi di reclusione.
Liberato per amnistia dopo dieci anni di carcere, riuscì a riparare clandestinamente in Francia, dove fu chiamato a far parte del Comitato centrale del suo partito.
Internato nel 1940 nei campi del Vernet e di Les Miles, Bibolotti ne evase e si unì al maquis nelle Alpi marittime e in Savoia. Arrestato dalla polizia francese e consegnato, nel 1942, a quella italiana, il dirigente comunista fu confinato a Ventotene, dove rimase sino alla caduta di Benito Mussolini. Tornato libero, Aladino Bibolotti, subito dopo l'armistizio, fu tra gli organizzatori della Resistenza.
Attivo nella lotta partigiana nel Biellese e nel reatino, dopo la Liberazione divenne vice segretario della CGIL e presidente del Patronato INCA, di cui è stato uno dei fondatori. Deputato alla Assemblea Costituente, Bibolotti fu senatore di diritto nella prima Legislatura repubblicana, restando in carica fino alla morte, nel 1951.
A Massa gli è stata intitolata una via.